# Alan's Psychedelic Breakfast
"Alan's Psychedelic Breakfast" (ou, em português, "café-da-manhã psicodélico do Alan") é um instrumental de três partes do Pink Floyd, do álbum Atom Heart Mother. A canção é o Pink Floyd tocando de fundo enquanto Alan Stiles (um roadie da banda, que aparece na contracapa do álbum Ummagumma, e é sempre confundido com Alan Parsons, que foi engenheiro de som do Dark Side of the Moon e também do próprio Atom Heart Mother) fala sobre o café-da-manhã que ele está preparando e comendo, também como cafés-da-manhã que ele teve no passado ("Breakfast in Los Angeles, macrobiotic stuff..."). A canção têm paradas significativas antes do primeiro, e entre todas as três partes instrumentais, onde se têm somente os movimentos e falas do Alan, com ocasionais sons exteriores que são ouvidos. A maioria das falas do Alan foi regravada durante a música num gradual eco; por exemplo, a frase "Macrobiotic stuff" é repetida durante dois segundos, cada vez mais silenciosa.
Além da fala e os barulhos do Alan preparando o café-da-manhã – como acendendo o forno, fritando bacon, despejando e comendo cereal, bebendo leite ou suco – há outros sons de fundo, que acrescentam um ar conceitual para a faixa. Alan pode ser ouvido entrando na cozinha, separando os ingredientes no começo da faixa, e lavando a mão e saindo da cozinha no final; e pingos de água podem ser ouvidos em ambas partes.

## Ao Vivo
Alan's Psychedelic Breakfast, nas execuções ao vivo, chegava a ser engraçada, a platéia ria por diversas vezes. A única execução ao vivo que foi gravada pode ser conferida no bootleg "Alan's Psychedelic Christmas" (o "Christmas" se deve ao fato do show ter sido feito na época do Natal).
Na faixa, é possível ouvir o bacon fritando e alguém fazendo sua higiene pessoal. A música só foi interpretada uma vez ao vivo, tendo a banda, no palco, fritado o bacon e tomado café em frente a um incrédulo público.

## Seções

### Rise and Shine
A peça consiste em piano, órgão, guitarra slide, chimbal, e guitarra (realimentada por um alto falante Leslie)
Durante a abertura da seção, Alan pode ser ouvido falando consigo mesmo, decidindo o que fazer, enquanto se prepara para começar o café-da-manhã. Ele pode ser ouvido dizendo o seguinte: "Oh... Er... Me flakes... Scrambled eggs, bacon, sausages, tomatoes, toast, coffee... Marmalade, I like marmalade... Yes, porridge is nice, any cereal... I like all cereals... Oh, God."

### Sunny Side Up
A peça foi escrita e tocada inteiramente por David Gilmour com dois violões e uma guitarra slide.

### Morning Glory
A peça foi tocada inteiramente pela banda. O principal instrumento é o piano de Rick Wright, que foi regravado (overdub) 3 vezes diferentes (uma no canal esquerdo, uma no centro, e outra no canal direito). A peça também apresenta um baixo bastante promeniente, guitarra, bateria (ADT) e órgão Hammond.

## Créditos
- David Gilmour – guitarra havaiana, violão e guitarra.
- Roger Waters – baixo, efeitos.
- Richard Wright – piano, órgão
- Nick Mason – bateria, percussão, edição na fita, engenheiro adicional
- Alan Stiles – voz e efeitos de som